# آلخامیادو

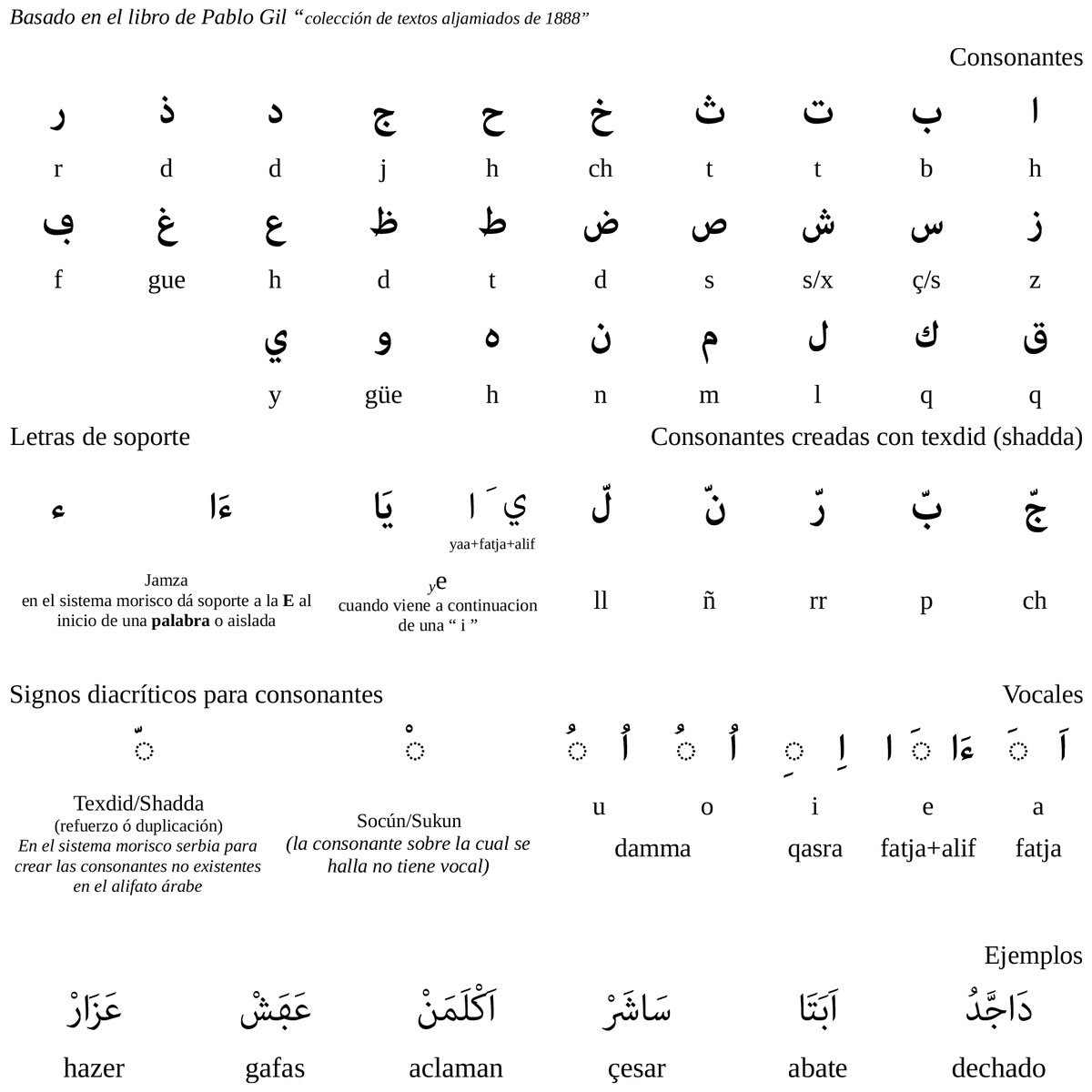
رسم الخط آلخامیادو

آلخامیادو (به اسپانیایی: اَلجَمِيَذُ، Aljamiado، אלזﬞאמיאדﬞו)(گرفته شده از واژهٔ عربی «العجَميَّة») به الفبای عربی برای نوشتن زبان اسپانیایی (و همینطور زبانهای پرتغالی، کاتالان و غیره) اشاره دارد. پس از فتح شبه جزیره ایبری به دست مسلمانان و به رهبری خلافت اموی در قرن ۸ میلادی، به مانند ایران و سایر مناطق تحت حاکمیت خلفای عربی، الفبای عربی برای نوشتن زبانهای بومی این مناطق تطبیق داده شد. استفاده از آلخامیادو تا قرن ۱۶ میلادی و سقوط آخرین پادشاهی‌های مسلمان و به تبع آن، اخراج دسته جمعی مسلمانان و یهودیان شبه جزیره ایبری ادامه داشت.
پروسه‌ای مشابه برای یهودیان شبه جزیره ایبری و استفاده از الفبای عبری برای نوشتن زبان اسپانیایی، به اصطلاح «زبان لادینو» نیز اتفاق افتاد. یهودیان از قرن‌‌ها پیش از ظهور اسلام و فتح اسپانیا، در اسپانیا زیست می کردند. اما در یکی دو قرن پیش از فتح اسپانیا، حاکمیت مسیحی اسپانیا فشار و سرکوب افزاینده‌ای بر یهودیان و فرهنگ و ادب و رسوم آنها تحمیل کرد. به همین دلیل، یهودیان از قوای مسلمان به عنوان نیرویی آزادیبخش استقبال کرده و احتمالا حمایت نیز کردند. حاکمیت اسلام، قوانین اهل الذمة برای «مردمان اهل کتاب»، یهودیان از آزادی نسبی برخوردار گشته و در طول دورانی که موسوم به عصر طلایی یهودیت در اسپانیا است، آثار علمی، ادبی، و فرهنگی متعددی را تولید کردند. در این دوران، مانند «آلخامیادو»، الفبای عبری برای نوشتار به زبان اسپانیایی تطبیق داده شد. این الفبا و لهجه خاص یهودیان اسپانیایی، بر خلاف آلخامیادو، پس از اخراج دسته جمعی غیر مسیحیان، در شهرهای امپراتوری عثمانی تا قرنها بعد زنده ماند.
به مانند الفبای فارسی، در رسم الخط آلخامیادو نیز نیاز به توافق بر سر حروف و معیارهایی برای نشان دادن صداهای خاص اسپانیایی که در عربی وجود ندارند بود. در طول قرن‌ها، چیزی که در متون دست‌نوشتهٔ موجود مشاهده می شود این است که آلخامیادو یک معیار واحد و قابل قبول در بین تمامی فرهنگیان و نویسندگان داشت. این معیارها دست‌نوشته‌های قدیمی ابزارهای بسیار مهم برای مطالعهٔ‌ پروسهٔ تکامل و تغییرات در زبانهای اسپانیایی و پرتغالی در طول قرنها می باشند. امروزه صدها دست‌نوشته در کتابخانه‌های مختلف در اسپانیا، فرانسه، و واتیکان موجود است.

## الفبا
حروف الفبای آلخامیادو مشابه عربی است. در آلخامیادو هیچ حرف جدیدی وجود ندارد. اما مسئله مهم و مورد نظر این است که چطور الفبای عربی با تلفظ زبان اسپانیایی تطبیق داده شد، و اینکه تلفظ اسپانیایی به چه شکلی مورد فهم و برداشت نویسندگان آلخامیادو قرار گرفت،
| آلخامیادو  | معادل لاتین                           | معادل لادینو  | آوانگاری            |
| ---------- | ------------------------------------- | ------------- | ------------------- |
| ا ۱        | -                                     | א             | -                   |
| ب          | B b V V                               | ב בﬞ‎ (ב׳)      | [b]~[β]~[v]         |
| بّ ۲        | P p                                   | פ             | [p]                 |
| ت          | T t                                   | ט             | [t]                 |
| ث ۳        | T t                                   | תﬞ (ת׳)        | [t]~[θ]             |
| ج          | J j Ge ge ۴ Gi gi                     | גﬞ (ג׳‎) זﬞ (ז׳‎) | [d͡ʒ]~[x] [d͡ʒ]~[ʒ]۵  |
| جّ ۲        | Ch ch                                 | גﬞ (ג׳‎)        | [t͡ʃ]                |
| ح ۳        | H h                                   | ח             | [h]~[ħ]             |
| خ ۳        | J j                                   | חﬞ (ח׳)        | [x]                 |
| د ۶        | D d                                   | ד             | [d]                 |
| ذ ۶        | D d                                   | דﬞ (ד׳‎)        | [ð]                 |
| ر          | R r                                   | ר             | [ɾ]                 |
| رّ ۲        | Rr rr                                 | ר             | [r]                 |
| ز          | Z z                                   | ז             | [θ]~[s]             |
| س          | Ç ç ۴ Ce ce Ci ci                     | ס             | [θ]~[s]             |
| ش          | S s (X x)۷                            | ס (ש) זג (סק) | [s] ([ks])          |
| شّ ۲        | X x۷                                  | שﬞ (ש׳‎)        | [ʃ]~[j]             |
| ص ۳        | S s                                   | צ‎ ץ           | [s]~[sˤ]            |
| ض ۳        | S s                                   | צﬞ ץﬞ (צ׳ ץ׳)   | [d]~[dˤ]            |
| ط ۳        | T t                                   | ט             | [t]~[tˤ]            |
| ظ ۳        | D d                                   | טﬞ (ט׳)        | [ð]~[ðˤ]            |
| ع ۳        | '                                     | ע             | [ʕ]                 |
| غ          | G g ۴ (بجز Ge ge Gi gi)               | ג             | [g]~[ɣ]             |
| ڢ ۸ (ف)    | F f                                   | פﬞ ף (פ׳‎)      | [f]~[ɸ]             |
| ڧ ۳، ۸ (ق) | K k Qu qu                             | ק             | [q]                 |
| ك          | K k C c ۴ (بجز Ç c Ce ce Ci ci)       | ק             | [k]                 |
| ل          | L l                                   | ל             | [l]                 |
| لّ ۲        | Ll ll                                 | ליי           | [ʎ]~[ʝ] ۹ ([ʒ]~[ʃ]) |
| ن          | N n                                   | נ ן           | [n]~[m]             |
| نّ ۲        | Ñ ñ                                   | ניי           | [ɲ]                 |
| م          | M m                                   | מ ם           | [m]                 |
| و ۱۰       | Gua / Güe Guo/ Hu Qua / Cue Cui / Quo | -ו            | [-w]                |
| هـ ه       | H h                                   | א / ה         | [-]                 |
| ي ۱۱       | Y y -ia- / -ie- / -io-                | י / יי / -י   | [y]                 |

نکته‌ها:
1. حرف «الف» سه نقش ایفا می کند. نقش اول، حامل واکه در ابتدای واژه است. نقش دوم برای نوشتن صدای [e]، و نقش سوم برای نوشتن بعضی از ترکیب‌های واکهٔ پشت سر هم می باشد.
2. حرف مستقل نیست، بلکه «دونگاره‌ای» خاص متشکل از یک حرف و یک تشدید (به عبارت دیگر، تکرار دوبارهٔ یک حرف) برای نشان دادن صدایی خاص می باشد.
3. تنها در نوشتن وام‌واژگان عربی کاربرد دارد. معادل‌های لادینو برای این حروف، منطبق با سنت رسم الخط یهودی-عربی می باشد.
4. این حرف، بسته به این که حرف پس از آن چه باشد، تلفظ دوگانه دارد. به همین دلیل، چه در آلخامیادو و چه لادینو، از دو حرف مختلف برای نوشتن آن استفاده می شود.
5. در زبان لادینو، تلفظ این حرف، با تلفظ آن در زبان اسپانیایی مدرن فرق می کند.
6. هرگاه حرف «D» در ابتدای واژه باشد، یا پس از یک همخوان خیشومی («م» یا «ن») باشد، یا پس از همخوان کناری («ل»)، به صورت [d] تلفظ می شود و با حرف «د» نوشته می شود. در بقیه موارد، به صورت [ð] تلفظ می شود و با حرف «ذ» نوشته می شود.[۳]
7. در اسپانیایی قدیمی، حرف «X» مختص صدای [ʃ] بوده. اما در مواردی، در بعضی واژگان، مخصوصا آنهایی که با «ex-» شروع می شوند، تلفظ این حرف [s]~[ks] بوده است.
8. در نوشتن آلخامیادو، «رسم الخط مغربی» رایج بوده است، که در آن، محل و تعداد نقاط حروف «ف» و «ق» با رسم الخط عادی عربی، یا به اصطلاح «رسم الخط مشرقی» تفاوت دارد.
9. تلفظ «LL/لّ» در لهجه‌های مختلف اسپانیایی و بین گویش‌وران، تفاوت جزئی دارد. در لهجهٔ‌ آرژانتینی و اوروگوئه‌ای، تلفظ دونگارهٔ‌ «Ll»، با تحولی متفاوت، امروزه به صورت معادل «ژ» یا «ش» می باشد.
10. حرف «و» در الفبای لاتین اسپانیایی خود حرف مستقل نمی باشد. این حرف و آوای آن، [w] در دو‌نگاره‌ها و سه‌نگاره‌های خاصی ادا می شوند. به عبارت دیگر، این دو‌نگاره‌ها و سه‌نگاره‌ها، واکه‌های پشت سر هم را تولید می کنند، که در آن آوای [w] گفته شده و از حرف «و» برای نوشتن آن استفاده می شود.
11. حرف «ي» در الفبای لاتین اسپانیایی معادل «y» می باشد. اما این حرف برای نوشتن بعضی از واکه‌های پشت سر هم نیز کاربرد دارد، بالاخص واکه‌های پشت سر هم که در تلفظ آنان آوایی شبیه [y] موجود است.

## واکه‌ها
زبان اسپانیایی ۵ واکه دارد، که شامل [a]، [e]، [i]، [o]، [u] است.
در زبان و الفبای عربی اما، ۳ واکه بیشتر نیست، [a]، [i]، [u]. در عربی، این ۳ واکه هم نوع کوتاه دارند که اِعراب‌گذاری فتحه، کسره، و ضمه نشان داده می شوند، و هم نوع بلند که با حروف «ا»، «ي»، و «و» نشان داده می شوند.
در زبان اسپانیایی اما تفاوتی بین واکه کوتاه و بلند وجود ندارد. در الفبای آلخامیادو، ۴ واکه نوشته می شوند، به شرح زیر:
- واکه [a] با فتحته «◌َ» نشان داده می شود.
- واکه [i] با کسره «◌ِ» نشان داده می شود.
- دو واکه [o] و [u] ادغام شده و با ضمه «◌ُ» نشان داده می شوند.
- واکه [e] با ترکیب فتحه و الف «◌َـا» نشان داده می شود.

الفبای عبری نیز به مانند عربی، هم اعراب‌گذاری دارد، موسوم به «نِقود» و هم استفاده از حروف سه گانه «א» (الف)، «ו» (واو)، و «י» (یُد). در الفبای عبری-اسپانیایی، از «نِقود» استفاده نمی شود و تنها از حروف سه‌گانهٔ نامبرده. همچنین، علاوه بر ادغام [o] و [u]، دو واکه [i] و [e] نیز ادغام شده و تنها سه واکه نشان داده می شوند.  به شرح زیر:
- واکه [a] با «א» (الف) نشان داده می شود.
- دو واکه [e] و [i] ادغام شده و با «י» (یُد) نشان داده می شوند.
- دو واکه [o] و [u] ادغام شده و با «ו» (واو) نشان داده می شوند.

در آلخامیادو، مشابه فارسی، هنگامی که واکه در ابتدای واژه باشد، از «الف» به عنوان حامل واکه استفاده می شود، بجز برای صدای [e]. برای صدای [e] از همزه به عنوان حامل واکه استفاده می شود. در عبری-اسپانیایی (لادینو) نیز مانند عربی، «א» (الف) همین نقش را ایفا می کند.
| معادل لاتین     | A | E  | I  | O  | U  |
| --------------- | - | -- | -- | -- | -- |
| معادل آلخامیادو | اَ‎ | ءَا‎ | اِ‎  | اُ‎  | اُ‎  |
| معادل لادینو    | א | אי | אי | או | או |

در میان واژه، در عربی تنها از اِعراب (و برای [e] تنها از اِعراب و «الف») و در عبری-اسپانیایی تنها از یکی از حروف سه‌گانه استفاده می شود.
| معادل لاتین     | a       | e  | i | o | u |
| --------------- | ------- | -- | - | - | - |
| معادل آلخامیادو | ◌َ‎       | ◌َا‎ | ◌ِ‎ | ◌ُ‎ | ◌ُ‎ |
| معادل لادینو    | א (ה) ۱ | י  | י | ו | ו |

نکته‌ها:
1. حرف «ה» (حرف هه) وقتی که واکهٔ [a] در آخر واژه باشد، به کار می رود. این حرف معادل و مشابه حرف «ه، ـه» در فارسی است.

### واکه‌های پشت سر هم
در اسپانیایی، واکه‌های پشت سر هم به دو نوع کلی تقسیم می شوند، واکه مرکب و التقای واکه‌ها. «واکه مرکب» به این معنا است که در عمل، دو واکه پشت سر هم به عنوان یک واکه و تحت یک هجاء خوانده می شوند. «التقای واکه‌ها» به این معنا است که دو واکه تحت دو هجای پشت سر هم خوانده می شوند.
تلفظ واکه‌ها و همینطور نوشتن آنها، تابع قواعد خاصی در زبان اسپانیایی می باشد. در اسپانیایی، واکه‌ها به دو گروه کلی «قوی» و «ضعیف» تقسیم می شوند:
- واکه‌های [a]، [e]، [o] قوی هستند؛
- واکه‌های [i]، [u] ضعیف هستند.

همانطور که در بالا اشاره شد، در آلخامیادو، بین [o] و [u] تفاوتی در نوشتار وجود ندارد. در عبری-اسپانیایی، بین [o] و [u]، و همینطور بین [e] و [i].
«التقای واکه‌ها» زمانی اتفاق می افتد که دو واکهٔ قوی پشت سر هم باشند. در این صورت، هر واکه تحت یک هجای مجزا خوانده می شود. «واکه مرکب» در زمانی اتفاق می افتد که یک واکه ضعیف بوده و دیگری قوی باشد. در این مورد، تکیهٔ تلفظ بر روی واکه قوی است. البته استثنائاتی نیز در این قواعد وجود دارد.
| معادل لاتین | آلخامیادو | معادل عبری-اسپانیایی | مثال                                       |
| ----------- | --------- | -------------------- | ------------------------------------------ |
| ia          | ◌ِيَـ / ◌ِيَ‎  | יײא / יײה            | Criatura كرِيَتُرَ קריאטורה                    |
| ie          | ◌ِيَا‎       | יאי                  | Xavier كرِيَتُرَ שﬞאבﬞיאיר                       |
| io          | ◌ِيُـ / ◌ِيُ‎  | ײו                   | Dios دِيُشْ דײוס                              |
| ua          | ◌ُوَ‎        | וא                   | Cuales كُوَلَاشْ קואליס                        |
| ue          | ◌ُوَا‎       | ואי                  | Pueder بُّوَاذَارْ פואידﬞיר                      |
| ui          | ◌ُاِ‎        | ואי                  | Ruido رُاِذُ רואידﬞו                           |
| oé          | ◌ُاَا‎       | ואי                  | Poeziya بَُاَازِيَ פואיזײה                      |
| éo          | ◌َااُ‎       | יאו                  | judeoespañol جُذَااُ-ءَاشْبَّنُّلْ‎ גﬞודﬞיאו־איספאנייול‎ |
| áe          | ◌َاَا‎       | אאי                  | Traer تْرَاَارْ טראאיר                         |
| au          | ◌َاُ‎        | אאו                  | Aunque اَاُنْكَا אאונקי                        |
| éa          | ◌َااَ‎       | יא                   | Realidad رَااَلِذَذْ ריאלידﬞאדﬞ                   |

## حروف صامت
برای درک بهتر قوانین رسم الخط صامت‌ها در آلخامیادو، دانش تلفظ قدیمی‌تر زبان اسپانیایی و سیر تکامل صداهای این زبان ضروری است. به همین دلیل است که متون دست‌نوشته‌ٔ آلخامیادو به عنوان منابع مهمی برای مطالعهٔ زبانشناسی اسپانیایی به حساب می آیند.
نکته اول که باید به آن اشاره کرد،‌ این است که در آلخامیادو به مانند فارسی برای نشان دادن صامت‌های جدید، تغییراتی روی حروف موجود در الفبای عربی انجام شد. در فارسی این تغییرات با اضافه کردن نقطه به حروف با نزدیکتری آوای موجود انجام شد. اما در آلخامیادو، این کار با تشدید گذاشتن روی حروف با نزدیکتری آوای موجود انجام شد. تشدید، علاوه بر این نقش، در آلخامیادو نقش دوگانه کردن صدا را نیز به مانند فارسی و عربی ایفا می کند، امری که در الفبای لاتین اسپانیایی با دوبار نوشتن حرف انجام می شود. به طور مثال، «ب» صدای [b] می دهد، اما «بّ» صدای [p].
الفبای عبری-اسپانیایی نیز، همین کار را با علائمی چون «رافه» (רָפֶה) «◌ﬞ» و یا «گِرِش» (גֶּרֶשׁ‎‎) «◌׳» انجام می دادند، به طور مثال «ב» با صدای [b] و «בﬞ» یا «ב׳» صدای [v].
| آلخامیادو | آوانگاری | معادل لاتین | معادل عبری-اسپانیایی |
| --------- | -------- | ----------- | -------------------- |
| بّ‎         | [p]      | P p         | פ                    |
| جّ‎         | [t͡ʃ]     | Ch ch       | גﬞ (ג׳‎)               |
| رّ‎         | [r]      | Rr rr       | ר                    |
| شّ‎         | [ʃ]۱     | X x۱        | שﬞ (ש׳‎)               |
| نّ‎         | [ɲ]      | Ñ ñ         | ניי                  |
| لّ‎         | [ʎ]      | Ll ll       | ליי                  |

نکته‌ها:
1. این صدا در اسپانیایی مدرن دیگر وجود ندارد. صدای «شّ» در اسپاینایی مدرن به «خ» (حرف j) تغییر یافته است.

### «ب» و «بّ»
در زبان اسپانیایی، حرف «B» تلفظی دوگانه دارد. هرگاه حرف «B» در ابتدای واژه باشد، یا پس از یک همخوان خیشومی («م» یا «ن») باشد، به صورت به اصطلاح «سخت» و به صورت [b] (ب) تلفظ می شود. در بقیه موارد به صورت به اصطلاح «نرم» و به صورت[v~β] تلفظ می شود. آوای [v~β] به اصطلاح «سایشی دولبی واک‌دار» نام دارد. این صامت در زبان‌های ایرانی نیز وجود داشته است و چندین قرن پیش در الفبای فارسی با حرف ڤ (فاء اعجمی) نشان داده می‌شده است. در فارسی معیار، این صدا حذف شده و جای خویش را به صدای «ب» داده است. در اسپانیایی، حرف «V» نیز صدایی یکسان با تلفظ نرم حرف «B» دارد، و این تنها ریشهٔ اصلی واژگان در زبان لاتین است که مشخص کنندهٔ‌ نوشتار صحیح این صدا می باشد.
در الفبای آلخامیادو، به مانند الفبای لاتین، بین این دو تلفظ «نرم» و «سخت» حرف «B» فرقی وجود ندارد و در هر دو مورد با حرف «ب» نوشته می شود. در الفبای عبری-اسپانیایی اما بین این دو تلفظ تفاوت قائل شده است. تلفظ [b] با حرف «ב» (حرف عبری بِت) و تلفظ [v~β] با حرف «בﬞ (ב׳‎)» (حرف عبری بِت با علامت «رافه» یا «گِرِش») نوشته می شود.
در آلخامیادو و عبری-اسپانیایی، حرف «V» نیز به مانند تلفظ نرم «B» دیده می شود، و در آلخامیادو با «ب»، و در عبری-اسپانیایی با «בﬞ (ב׳‎)» نوشته می شود.
در آلخامیادو برای نشان دادن صدای [p]، معادل حرف «P» در الفبای لاتین اسپانیایی، از حرف «بّ» (حرف ب با تشدید) استفاده شده است.
در عبری-اسپانیایی، به دلیل اینکه حرف «פ» (په) خود تلفظ دوگانه [f] و [p] دارد، برای نشان دادن صدای حرف «P» استفاده شده است. حرف  «פ» برای نشان دادن حرف «P» و حرف «פﬞ (פ׳‎) / ף» برای حرف «F» استفاده شده است.

### «ج»، «جّ»، «خ»
در زبان اسپانیایی، حرف «G» دو حالت کلی دارد. این حرف پیش از حروف «e» و «i» و «y» تلفظ به اصطلاح «نرم» دارد. در بقیه حالات، تلفظ آن به اصطلاح «سخت» می باشد. 
در اسپانیایی، حرف «J» و تلفظ «نرم» حرف «G» یکسان بوده است. در اسپانیایی قرون وسطی، تلفظ حرف «J» و تلفظ «نرم» حرف «G» به شکل [ʒ‍~d͡ʒ] (فیمابین معادل «ج» و «ژ» در زبان فارسی) بوده است. به همین دلیل، در آلخامیادو، از حرف «ج» برای نوشتن این صدا به کار رفته است و در الفبای اسپانیایی-عبری از حرف «גﬞ (ג׳‎)» (حرف عبری گیمِل با علامت «رافه» و یا «گِرِش»).
در زبان لادینو تلفظ قدیمی حرف «J» و «نرم» حرف «G» تغییر نکرده و امروزه به همان شکل [ʒ‍~d͡ʒ] باقی مانده است. اما، در پی ارتباط گویشوران لادینو با زبانهایی چون صربی‌کرواتی، ترکی، فرانسوی و غیره، و تاثیر پذیری از آنان، در لادینو امروزه از حرف نوین «זﬞ (ז׳‎)» (حرف عبری زین با علامت «رافه» و یا «گِرِش») برای نشان دادن صدای [ʒ‍~d͡ʒ] استفاده می شود.
در اسپانیایی مدرن، چه در اروپا و چه در آمریکای لاتین، تلفظ حرف «J» و تلفظ «نرم» حرف «G» تغییر یافته و به صورت [x] (خ) در آمده است. با وجود این تغییر صدا، در متون آلخامیادو از همان حرف «ج» استفاده می شد. در زبان لادینو، اگر نیاز به نشان دادن صدای [x] باشیم، این صدا با حرف «ח» (حرف خِت) (به جز در ممالک عربی چون بلاد شام که از «חﬞ (ח׳)» استفاده می شود، چرا که «ח» معادل تلفظ عربی «ح» است.)
در اسپانیایی، دونگاره «Ch» صدای [t͡ʃ] (چ) می دهد. در آلخامیادو، برای نشان دادن این صدا از «جّ» (جیم با تشدید) استفاده می شود. در اسپانیایی-عبری از «גﬞ (ג׳‎)» (حرف عبری گیمِل با علامت «رافه» و یا «گِرِش») استفاده می شود. پس در نتیجه، در گذشته امکان اشتباه‌خوانی بین «J» و «نرم» حرف «G» از یک سو و «Ch» از سوی دیگر وجود داشت، اما امروزه با تفاوت بین «זﬞ (ז׳‎)» (ج) و «גﬞ (ג׳‎)» (جّ) این امکان دیگر وجود ندارد.

### «د» و «ذ»
در متون دست نوشته آلخامیادو، در مواردی که در الفبای لاتین اسپانیایی از حرف «D» استفاده می شود، هم «د» استفاده شده و هم «ذ». انتخاب «د» یا «ذ» به صورت تصادفی نبوده و تابع قوانین خاصی می باشد که بازتاب دهندهٔ‌ تلفظ دوگانه «d» می باشد.
هرگاه حرف «D» در ابتدای واژه باشد، یا پس از یک همخوان خیشومی («م» یا «ن») باشد، یا پس از همخوان کناری («ل»)، به صورت [d] تلفظ می شود و با حرف «د» نوشته می شود. در بقیه موارد، به صورت [ð] تلفظ می شود و با حرف «ذ» نوشته می شود. در زبان فارسی نیز چنین تفاوت تلفظ و تفاوت نوشتار نیز در قرون گذشته، به‌ویژه پیش از هجوم مغول، مرسوم بوده و به این پدیده ذال معجم می گفتند.
در الفبای عبری-اسپانیایی نیز این تفاوت رعایت می شد، طوری که حرف «د» با «ד» (حرف عبری دالِت)، و حرف «ذ» با «דﬞ (ד׳‎)» (حرف عبری دالِت با اِعراب «رافه»‌ یا «گِرِش»).

### حروف «ر» و «رّ»
در زبان اسپانیایی، دو نوع تلفظ برای «ر» وجود دارد، و هر دوی آنها در نوشتار لاتین بازتاب داده شده اند. «R» به شکل [ɾ]، و به اصطلاح همخوان زنشی لثوی است، و «Rr» به شکل [r] و به اصطلاح لرزشی لثوی.
در آلخامیادو، به تابعیت از نوشتار لاتین، «r» با «ر» نشان داده شده است، و «rr» با «رّ».
در عبری-اسپانیایی، این تفاوت نشان داده نشده است، و هر دو مورد با «ר»‌‌ (حرف رِش) نشان داده شده است.

### حروف «ز»، «س»، «ش» و «شّ»
یکی از مواردی که در تلفظ حروف، بیشترین تغییرات را در اسپانیایی ا قرون وسطی تا به امروز داشته، تلفظ حروف صامت‌های به اصطلاح سایشی-همخوان تیغه‌ای بوده است.
در اسپانیایی قرون وسطی، حرف «Z» به صورت [d͡z] تلفظ می شد. برای نوشتن این حرف در آلخامیادو از «ز» استفاده می شده. در عبری-اسپانیایی از «ז» (حرف زین) برای نوشتن این حرف استفاده می شود. تلفظ این حرف امروزه در آمریکای لاتین [s] می باشد، به مانند حرف «S». در لهجه‌های اروپایی اسپانیا و همین طور در گینه استوایی، تلفظ حرف «Z» به صورت [θ] در آمده است.
در زبان اسپانیایی، حرف «C» دو حالت کلی دارد. این حرف پیش از حروف «e» و «i» و «y» تلفظ به اصطلاح «نرم» دارد. در بقیه حالات، تلفظ آن به اصطلاح «سخت» می باشد. حال با اضافه کردن علامت سدیل و ایجاد حرف «Ç»، این حرف در موارد دیگر نیز تلفظ نرم خواهد داشت.
در اسپانیایی قرون وسطی، تلفظ نرم حرف «C» به صورت [t͡s] بوده. برای نوشتن این حرف در آلخامیادو از «س» استفاده می شد. در عبری-اسپانیایی از «ס» (حرف سامِخ). تلفظ این حرف امروزه در آمریکای لاتین [s] می باشد، به مانند حرف «S». در لهجه‌های اروپایی اسپانیا و همین طور در گینه استوایی، تلفظ نرم حرف «C» به صورت [θ] در آمده است.
در اسپانیایی مدرن، چه در آمریکای لاتین و چه در اروپا، تفاوت تلفظی بین «Z» و تلفظ نرم «C» وجود ندارد. 
در اسپانیایی قرون وسطی، حرف «S» به صورت [z] یا [s] تلفظ می شد. ترکیب حروف «Ss» نیز [s] تلفظ می شد. برای نوشتن این حرف در آلخامیادو از «ش» استفاده می شده. این به این دلیل بوده که صدای حرف «S» به عنوان صدایی بین «س» و «شّ» برداشت شده بود. این طرز نوشتار با نوشتار عبری-اسپانیایی در آن زمان نیز تطابق دارد. در عبری-اسپانیایی قدیم، از حرف «ש» (حرف شین) برای نوشتن این حرف استفاده می شده.

حرف دیگر در اسپانیایی قدیم، حرف «X» است که به صورت [ʃ] (ش) تلفظ می شده. برای نوشتن این حرف در آلخامیادو از «شّ» (شین با تشدید) استفاده می شد و در عبری-اسپانیایی از «שﬞ (ש׳‎)» (حرف شین با علامت «رافه» یا «گِرِش»). 
«ס» (حرف سامِخ) در عبری تلفظی معادل «س» دارد، و حرف «ש» (حرف شین) در عبری تلفظی دوگانه، در بعضی واژگان معادل «س» و در برخی دیگر معادل «ش».

به مرور زمان، تلفظ نرم «C» در اسپانیایی آمریکای لاتین و همینطور در زبان لادینو، امتداد زبان اسپانیایی در جامعه یهودی سفاردی پس اخراج یهودی‌ها از اسپانیا و سکنی گزیدن آنها در عثمانی و شمال آفریقا، با تلفظ حرف «s» یکی شد. به همین دلیل، برای مدتی، قاعده خاصی وجود نداشت و هر دو حرف عبری «ס» (حرف سامِخ) و «ש» (حرف شین) رایج بود. اما در نهایت حرف عبری «ס» (حرف سامِخ) فراگیرتر شد.
نکته دیگر این است که امروزه، چه در اسپانیایی آمریکای لاتین و چه در اسپانیایی اروپایی، حرف «X» تلفظ  خود یعنی [ʃ] (ش) را از دست داده است. در بیشتر موارد، این حرف امروزه با حرف «J»، تلفظ [x] (خ) جایگزین شده است و در صورت نیاز، باید با حرف «خ» نوشته شود. در زبان لادینو، این تلفظ اصلی حفظ شده و تغییر نکرده است.

### «غ» و «و»
در زبان اسپانیایی، حرف «G» دو حالت کلی دارد. این حرف پیش از حروف «e» و «i» و «y» تلفظ به اصطلاح «نرم» دارد. در بقیه حالات، تلفظ آن به اصطلاح «سخت» می باشد. حال، تلفظ سخت حرف «G» در اسپانیایی، به مانند «B» و «D»، دو گانه است. پس به عبارتی، حرف «G» دارای ۳ تلفظ است.
اگر حرف «G» در ابتدای واژه باشد، یا پس از یک همخوان خیشومی («م» یا «ن») باشد، به شکل [g] («گ» در فارسی) تلفظ می شود. تلفظ دیگر «سخت» حرف «G» به شکل [ɣ] (شبیه «غ» در عربی و ترکی آذربایجانی) می باشد. تفاوت بین این دو تلفظ نه در الفبای لاتین نشان داده می شود، نه در آلخامیادو، و نه در عبری-اسپانیایی.
در آلخامیادو برای صدای «سخت» حرف  «G» ، یعنی صداهای [g] و [ɣ]، از «غ» استفاده می شود. در الفبای اسپانیایی-عبری از حرف «ג» (حرف عبری گیمِل) استفاده می شود.

### «ف» یا «ڢ» و «هـ» (و «ع»)
در آلخامیادو، صدای [f] با حرف «ف» نشان داده می شود. اما، رسم الخط آلخامیادو بخشی از «رسم الخط مغربی» عربی بوده است. از خصوصیات رسم الخط مغربی تفاوت حروف «ف» و «ق» در این رسم الخط، در مقایسه با «رسم الخط مشرقی» است. در رسم الخط مغربی، حرف «ف» به صورت «ڢ» (نقطه در زیر آن، بجای رو بودن) و حرف «ق» به صورت «ڧ» (یک نقطه به جای دو) نوشته می شود.
حرف «ڧ» در آلخامیادو کاربرد زیادی ندارد و تنها در نوشتن وام‌واژگان عربی کاربرد دارد. اما حرف «ڢ» برای نشان دادن صدای [f] کاربرد دارد. در الفبای عبری-اسپانیایی، برای نوشتن این حرف از حرف «פﬞ ף (פ׳‎)» (حرف «په» با علامت «رافه» یا «گِرِش») استفاده می شود.
سابقا در زبان اسپانیایی قرون وسطی، برخی واژگان اصالتا لاتین که با حرف «F» شروع می شدند، به همین شکل و با حرف «ڢ» نوشته می شدند. اما تلفظ آنها از همان قرون وسطی دچار تحول شده و به صورت «هـ» تلفظ می شدند. پروسهٔ به روز شدن رسم الخط لاتین اسپانیایی، و جایگزینی «F» با «H» در این واژگان آهسته بوده، و به روز بودن واژگان در رسم الخط آلخامیادو آهسته‌تر. به همین دلیل، واژگانی که امروزه ممکن است با  «H» یا «هـ» شروع شوند، در برخی متون دست نوشتهٔ‌ قدیمی با «ڢ» نوشته شده‌اند. برای مثال، فعل «hacer» (از ریشهٔ‌ لاتین «facio»)، سابقا به صورت «facer / ڢَسَارْ» نوشته می شده. اما در متون جدیدتر به صورت «hacer / هَسَارْ».
در قرون پس از این تغییرات تلفظ اما، وام‌واژگان جدیدی نیز چه از زبان فرانسه، چه لاتین و چه یونانی که امروزه با «F» نوشته شده و به همان صورت تلفظ می شوند نیز وارد اسپانیایی شده اند. پس، تغییر «ڢ» به  «هـ» قانونی فراگیر نیست.
و اما، در زبان اسپانیایی امروزه، تلفظ حرف «H» به تحول ادامه داد، و به مرور زمان تبدیل به حرفی بدون صدا شد. در اسپانیای امروزه، حرف «H» نوشته شده اما تلفظ نمی شود. در متون آلخامیادو نیز، این موضوع رعایت شده است. اما در الفبای عبری-اسپانیایی، رسم الخط با تلفظ واژگان هم‌گام مانده، و حرف «H» حذف شده و با «א» (حرف «الف») نشان داده می شود.
برخی متون خیلی جدیدتر آلخامیادو، از قرون ۱۸ و ۱۹، حرف «ع» را معادل حرف «H» نشان داده‌اند.

### «ك» و «كُو»
در الفبای لاتین اسپانیایی، صدای [k] با حرف «C» و دونگاره «Qu» نشان داده می شود. در الفبای اسپانیایی، به جز در وام‌واژگان، حرف «K» کاربردی ندارد.
همانطور که پیشتر اشاره شد، در زبان اسپانیایی، حرف «C» دو حالت کلی دارد. این حرف پیش از حروف «e» و «i» و «y» تلفظ به اصطلاح «نرم» دارد. در بقیه حالات، تلفظ آن به اصطلاح «سخت» می باشد. حال با اضافه کردن علامت سدیل و ایجاد حرف «Ç»، این حرف در موارد دیگر نیز تلفظ نرم خواهد داشت. تلفظ «سخت» حرف «C» صدای [k] می دهد.
به همین دلیل، برای نوشتن صدای [k] در هر موقعیت و پیش از هر واکه‌ای، در الفبای لاتین اسپانیایی، دو حرف «C» و «Qu» به عنوان مکمل عمل می کنند. مجموعه حروف «ca» و «que» و «qui» و «co» و «cu»، صدای [k] را تولید می کنند. این صداها در آلخامیادو با حرف «ك» نوشته می شوند. در الفبای عبری-اسپانیایی، این صدا با «ק» (حرف عبری «کاف») نشان داده می شود.
عملکرد مکملی دو حرف «Cu» و «Qu» در الفبای لاتین اسپانیایی در مورد صدای [kw] نیز وجود دارد، طوری که با مجموعه حروف [k] تداخل نداشته باشند. در الفبای لاتین، مجموعه حروف «qua» و «cue» و «cui» و «quo» صدای [kw] می دهند. این صدا در آلخامیادو به صورت «كُو» نشان داده می شود. در الفبای عبری-اسپانیایی، این صدا با «קו» (حروف عبری «کاف+واو») نشان داده می شود.

### «ل»، «لّ» و «ي»
صدای [l] که در الفبای لاتین اسپانیایی با حرف «L» نشان داده می شود، در‌ آلخامیادو با حرف «ل»، و در عبری-اسپانیایی با حرف «ל» (حرف «لامِد») نشان داده می شود.
در الفبای لاتین اسپانیایی یک دونگاره نیز وجود دارد، متشکل از «Ll». این دونگاره در اسپانیایی قدیمی آوای به اصطلاح «ناسوده کناری کامی» [ʎ] می داده. در آلخامیادو، این دونگاره با استفاده از تشدید و به شکل «لّ» نشان داده می شود. در الفبای عبری-اسپانیایی، از سه‌نگارهٔ «ליי» (حروف لامِد-یُد-یُد) استفاده می شود.
در اسپانیایی قدیمی، حرف «Y»، تلفظی نزدیک به «Ll» اما متفاوت را داشت. و دلیل تمییز بین استفاده از این دو حرف در الفبای اسپانیایی نیز همین است. حرف «Y» آوای به اصطلاح «سایشی کامی واک‌دار» [ʝ] می دهد. در الفبای آلخامیادو، از حرف «ي» برای نوشتن این صدا به کار می رود. در آلخامیادو، حرف «ي» کاربرد کمتری نسبت به فارسی دارد، چرا که بر خلاف فارسی، این حرف نقش واکه را ایفا نمی‌کند.
در اسپانیایی مدرن، تلفظ این دونگاره در لهجه‌های مختلف آن متفاوت می باشد. در بسیاری از مناطق اسپانیایی زبان، تلفظ این دونگاره دچار تحول شده و در تلفظ حرف «Y» ادغام شده است. تلفظ هر دوی اینها، آوای به اصطلاح «سایشی کامی واک‌دار» [ʝ] می باشد. در برخی لهجه‌ها، چه در اسپانیا و چه در مناطقی از آمریکای لاتین، تفاوت تلفظ بین این دو حفظ شده است. اما در لهجهٔ‌ آرژانتینی و اوروگوئه‌ای، تلفظ دونگارهٔ‌ «Ll»، با تحولی متفاوت، امروزه به صورت معادل «ژ» یا «ش» می باشد. این تلفظ‌ها تنها در گفتار رعایت می شوند، و در نوشتار، لهجه‌های آرژانتینی و اوروگوئه‌‌ای، به مانند سایر مناطق اسپانیایی زبان، دونگارهٔ‌ «Ll» را می نویسند.

### «ن» و «نّ»
حرف «N» در الفبای لاتین اسپانیایی، در آلخامیادو با حرف «ن»، و در عبری-اسپانیایی با حرف «נ/ן» (حرف عبری نون) نشان داده می شود.
در الفبای لاتین اسپانیایی، حرف دیگری نیز وجود دارد، حرف «Ñ». آوای به اصطلاح خیشومی کامی [ɲ] می دهد. در تحولات الفبای لاتین، به خصوص در شبه‌جزیره ایبریا، در متون دست‌نوشتهٔ قرون وسطی، مدک به نشانهٔ صدای «n» و برای کوتاه‌نویسی، روی حرف قبل از آن نوشته می شد. به طور مثال، «an» کوتاه‌نویسی شده و به صورت «ã» نوشته می شد. در اسپانیایی نیز، دونگارهٔ «nn» برای نشان دادن آوای به اصطلاح خیشومی کامی [ɲ] به کار می‌رفت. اما در طول این تحول رسم الخطی، امروزه به صورت  «Ñ» نوشته می شود. کوتاه‌نویسی واکه‌ها به این صورت در اسپانیایی دیگر وجود ندارد، اما در پرتغالی چرا.
حرف «Ñ» در آلخامیادو نیز، به تاثیر از این تاریخ، به صورت «نّ» نوشته می شود. در الفبای عبری-اسپانیایی اما، سه‌نگارهٔ «ניי» (نون-یُد-یُد) کاربرد دارد.

## نمونه متن
ماده ۱ اعلامیه جهانی حقوق بشر.
| ترجمه فارسی  | همه آدمیان آزاد زاده می‌شود و در حقوق و شأن یکسان هستند. خردمندی و وجدان به آن‌ها ارزانی شده و بایسته‌است تا با یکدیگر عادلانه و برادرانه رفتار کنند.                                 |
| الفبای لاتین | Todos los seres humanos nacen libres e iguales en dignidad y derechos y, dotados como están de razón y conciencia, deben comportarse fraternalmente los unos con los otros.        |
| آلخامیادو    | تُذُشْ لُشْ شَارَاشْ هُمَنُشْ نَسَانْ لِبرَاشْ ءَا اِغُوَلَاشْ ءَان دِغْنِتَذْ اِ دَارَاجُّشْ، اِ دُتَذُشْ كُمُ ءَاشْتَنْ دَا رَزُنْ اِ كُنْسِيَانسِيَ، دَابَانْ كُمْبُّرتَرْشَا ڢْرَتَارْنَلْمَانْتَا لُشْ اُنُشْ كُنْ لُشْ اُتْرُشْ.                                       |
| لادینو       | טודﬞוס לוס סיריס אומאנוס נאסין ליבﬞ‎ריס אי איגואליס אין דיגנידﬞאדﬞ איי דיריגﬞוס איי, דוטאדﬞוס קומו איסטאן ראזון איי קונסיינסיה, דיבﬞ‎ין קומפורטארסי פﬞראטירנאלמינטי לוס אונוסקון לוס אוטרוס. |